# Гаферла
Гаферла (нім. Haverlah) — громада в Німеччині, розташована в землі Нижня Саксонія. Входить до складу району Вольфенбюттель. Складова частина об'єднання громад Баддекенштедт.
Площа — 16,84 км2. Населення становить 1572 ос. (станом на 31 грудня 2021).

## Галерея

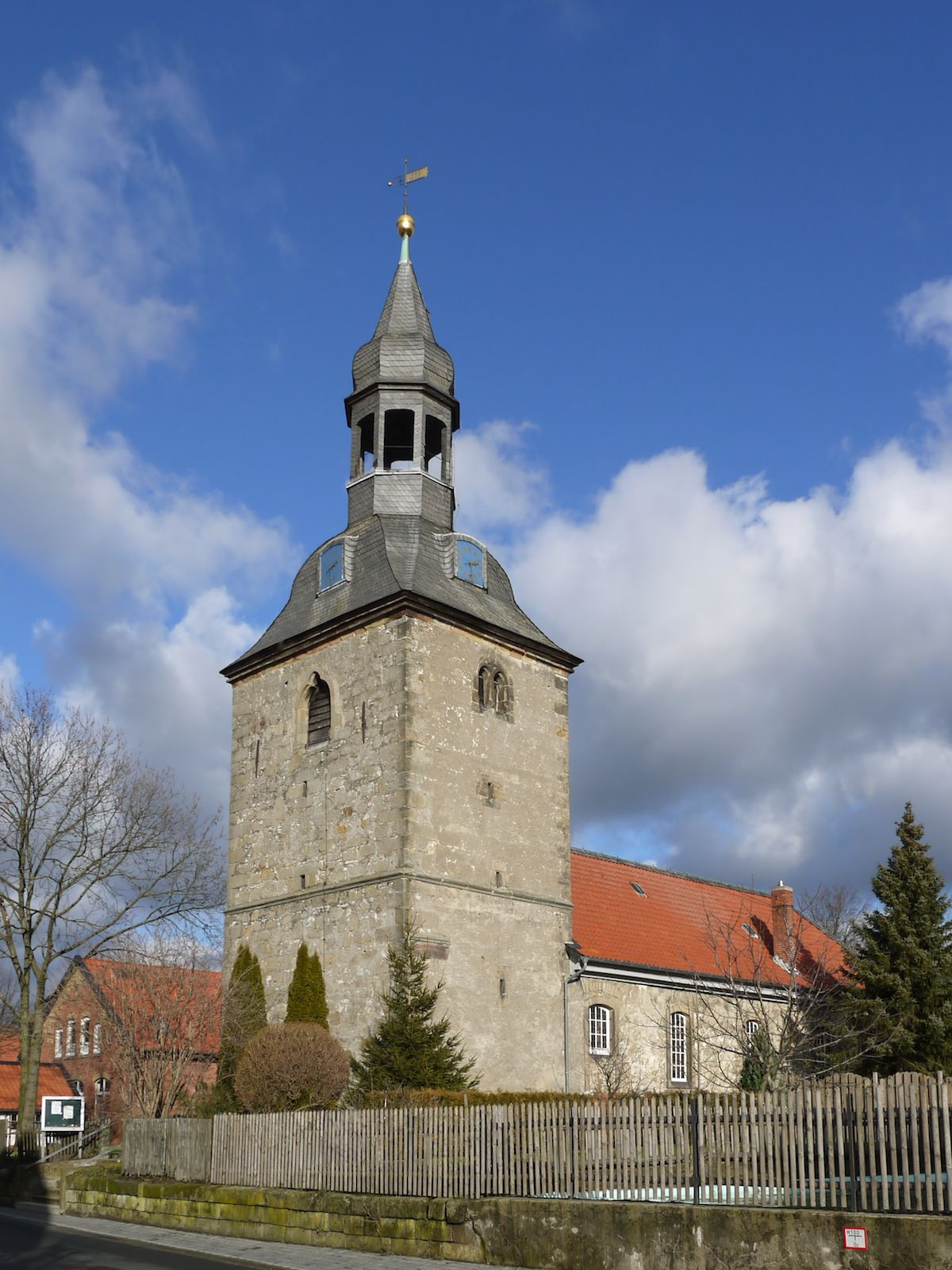
hochkant